# Диндуккал (округ)
Диндуккал (Диндигал; англ. Dindigul, там. திண்டுக்கல் மாவட்டம் Tiṇṭukkal [ˈt̪iɳɖɯkːʌl]) — округ в индийском штате Тамилнад. Образован в 1985 году из части территории округа Мадурай. Административный центр — город Диндуккал. Площадь округа — 6058 км². По данным всеиндийской переписи 2001 года население округа составляло 1 923 014 человек. Уровень грамотности взрослого населения составлял 69,3 %, что выше среднеиндийского уровня (59,5 %). Доля городского населения составляла 35 %.
Другие населённые пункты округа:
- Агарам-Панчаят[англ.]
- Айялур[англ.]
- Айямпалаям[англ.]
- Аммаинаичканур[англ.]
- Аякуди[англ.]
- Баласамудрам[англ.]
- Батлагунду[англ.]
- Бегампур[англ.]
- В. С. К. Валасаи
- Вадамадурай[англ.]
- Ведасандур[англ.]
- Диндуккал
- Каннивади[англ.]
- Киранур[англ.]
- Натхам[англ.]
- Нейккарапатти[англ.]
- Нилакоттай[англ.]
- Одданчатрам[англ.]
- Палани[англ.]
- Палаям[англ.]
- Паннайкаду[англ.]
- Паттивииранпатти[англ.]
- Перия-Калаямпутхур[англ.]
- Севугампатти[англ.]
- Ситхаянкоттай[англ.]
- Срирамапурам[англ.]
- Тхадикомбу[англ.]
- Чинналпатти[англ.]
- Эрийоду[англ.]